# Chrostowo (Mazovie)
Pour les articles homonymes, voir Chrostowo.
Chrostowo (prononciation : [xrɔsˈtɔvɔ]) est un village polonais de la gmina de Troszyn dans le powiat d'Ostrołęka de la voïvodie de Mazovie dans le centre-est de la Pologne.
Il se situe à environ 4 kilomètres au sud-est de Troszyn (siège de la gmina), 16 kilomètres au sud-est d'Ostrołęka (siège du powiat) et à 102 kilomètres au nord-est de Varsovie (capitale de la Pologne).

## Histoire
De 1975 à 1998, le village appartenait administrativement à la voïvodie d'Ostrołęka.